# Люди Альфа (телесеріал)
«Люди Альфа» (англ. Alphas) — американський науково-фантастичний телесеріал, виходив на кабельному телеканалі SyFy з 11 липня 2011 року по 22 жовтня 2012 року. Сюжет оповідає про секретну команду людей, які володіють надздібностями на рівні нейрофізіології й називаються «альфа» та розслідують різні злочини, які пов'язані з іншими «альфа». Керує групою учений і експерт Міністерства оборони Лі Розен.
Творцями серіалу виступили продюсери і сценаристи Зак Пенн і Майкл Карноу. Виробництвом та розповсюдженням займаються компанії Universal Cable Productions і BermanBraun Television. У другому сезоні посаду виконавчого продюсера замість Айра Стівена Бера зайняв Брюс Міллер, який раніше випускав телесеріал «Еврика». У січні 2013 року SyFy ухвалив рішення закрити серіал.

## Сюжет
Події серіалу розгортаються навколо п'ятірки людей, так звана альфа, що володіють різними здібностями, на чолі з відомим невропатологом і психологом доктором Лі Розеном, який намагається допомогти своїм підопічним найбільш ефективно розкрити власний потенціал і краще контролювати себе.
Група Розена, під опікою Служби кримінальних розслідувань Міністерства оборони США, розкриває різні злочини, винуватцями яких виявляються настільки ж незвично обдаровані люди. У ході розслідувань вони неодноразово протистоять членам екстремістськи налаштованого альфа-руху «Червоний прапор», замішаного як в криміналі, так і в терористичних актах на всій території США.
Самі головні герої серіалу далекі від ідеалу супермена, у них багато проблем, пов'язаних з власними недоліками й труднощами соціалізації, - і окрім цього з часом кожен з них починає сумніватися в правильності своїх рішень і вчинків, стикаючись з проявом «подвійної моралі» і невиправданої жорстокості офіційної влади стосовно людей альфа як таких.

## У ролях
- Девід Стретейрн — доктор Лі Розен, експерт Міноборони США. Не є Альфа, але при цьому є фахівцем по людях з надздібностями, а також главою своєї групи. Намагається піклуватися про своїх підопічних, що дається йому з великими труднощами. Розлучений, має доньку Даніель, що володіє альфа-здатністю, через що вони не дуже добре ладнають.
- Раян Картрайт — Гарі Белл, здатність: трансдукція: здатність вловлювати будь-які види електромагнітних імпульсів, від телефонних розмов до телевізійних трансляцій. Страждає на аутизм, через що має своєрідний характер і постійно говорить те, чого не слід, ніж часом трохи дратує інших членів команди. Живе зі своєю матір'ю.
- Крісті Воррен — Кемерон Хікс, колишній морський піхотинець, здатність: гіперкінестезія: висока чутливість тіла, яка дає надлюдську влучність і точність. Розлучений, має сина Тайлер, на думку Гікса володіє альфа-здатністю, але яким він дуже дорожить. Зустрічається в першому сезоні з Ніною. Після розставання з нею, починає зустрічатися з Данієлем.
- Азіта Ганізада — Рейчел Пірзат, здатність: екстремально низькі пороги абсолютної чутливості органів почуттів (зір, слух, нюх, дотик) і високорозвинена синестезія. Рейчел здатна бачити речовини на молекулярному рівні, відчувати будь-які запахи, навіть викиди адреналіну в момент коли люди бояться або зляться, чути роботу людського серця за декілька метрів, однак вона здатна за один момент так посилювати тільки одне почуття, при цьому відключаються всі інші, поки вона не перестане використовувати здатність. Через свою здатність, Рейчел пережила не дуже щасливу пору в дитинстві, оскільки навіть під час обіду, вона бачила всіх бактерій і мікробів, на предметах побуту. Живе разом з батьками, у третій серії 1 сезону, під впливом феромонів свариться з матір'ю по телефону і переїжджає до Ніни.
- Лаура Меннелл — Ніна Теру, здатність: гіперіндукція (гіпноз, навіювання): здатність переконати людину в чому завгодно, діє тільки якщо дивитися людині в очі. Перший час не могла контролювати свої сили, і використовувала їх коли заманеться; пізніше вчиться контролювати себе. У першому сезоні проявляє романтичний інтерес до Гікса, це виявляються взаємним, до кінця першого сезону. На початку другого сезону з'ясовується що вони розлучилися, через те що випадково вплинула на нього, і дуже сильно.
- Малік Йоба — Білл Гаркен, колишній агент ФБР, здатність: розганяти по тілу адреналін, який дає великі сили й швидкість; проявляється в екстремальних ситуаціях. Одружений. Через свою силу, у Білла сильно виражені проблеми з серцем. У відсутності Розена бере командування на себе, не любить безладу, за що його часом кличуть «грубою силою команди». Намагається ладити з усіма в відділі, хоча виходить це з труднощами.
- Ерін Вей — Кет, здатність: гіперактивна процедурна пам'ять з короткочасним ефектом запам'ятовування (протягом місяця).

## Епізоди
| Сезон | Сезон | Епізоди | Дата оригінального показу | Дата оригінального показу |
| Сезон | Сезон | Епізоди | Прем'єра сезону           | Фінал сезону              |
| ----- | ----- | ------- | ------------------------- | ------------------------- |
|       | 1     | 11      | 11 липня 2011             | 26 вересня 2011           |
|       | 2     | 13      | 23 липня 2012             | 22 жовтня 2012            |

### Сезон 1 (2011)
| №  | #  | Назва                                                                | Режисер           | Сценарист | Перший ефір у США | Глядачі США (у мільйонах) |
| -- | -- | -------------------------------------------------------------------- | ----------------- | --- | ----------------- | ------------------------- |
| 1  | 1  | «Pilot» «Пілот»                                                      | Джек Бердер       | Зак Пенн і Майкл Карноу                                                                                        | 11 липня 2011     | 2,52                      |
| 2  | 2  | «Cause & Effect» «Причина та наслідок»                               | Константін Макріс | Джулі Сіг | 18 липня 2011     | 2,23                      |
| 3  | 3  | «Anger Management» «Контроль над гнівом»                             | Нік Копус         | Айра Стівен Бер та Роберт Г'юітт Вольф                                                                         | 25 липня 2011     | 1,95                      |
| 4  | 4  | «Rosetta» «Розеттський камінь»                                       | Карен Гавіола     | Зак Пенн | 1 серпня 2011     | 2,03                      |
| 5  | 5  | «Never Let Me Go» «Не відпускай мене»                                | Джеффрі Гант      | Джордан Розенберг                                                                                              | 8 серпня 2011     | 2,01                      |
| 6  | 6  | «Bill and Gary's Excellent Adventure» «Чудові пригоди Білла та Гарі» | Леслі Лібман      | Адам Леві | 15 серпня 2011    | 1,83                      |
| 7  | 7  | «Catch and Release» «Впіймати та відпустити»                         | Кевін Гукс        | Майкл Карноу                                                                                                   | 22 серпня 2011    | 1,87                      |
| 8  | 8  | «A Short Time in Paradise» «Миттєвості в раю»                        | Джон Шоволтер     | Майкл Чамой | 29 серпня 2011    | 1,79                      |
| 9  | 9  | «Blind Spot» «Сліпа пляма»                                           | Майкл Воткінс     | Айра Стівен Бер та Роберт Г'юітт Вольф                                                                         | 12 вересня 2011   | 1,51                      |
| 10 | 10 | «The Unusual Suspects» «Неочікувані підозрювані»                     | Джей Міллер Тобін | Марк Бернардін                                                                                                 | 19 вересня 2011   | 1,39                      |
| 11 | 11 | «Original Sin» «Перворідний гріх»                                    | Нік Копус         | Історія: Зак Пенн та Майкл Карноу Телесценарій: Айра Стівен Бер, Роберт Хьюитт Уольф, Зак Пенн та Майкл Карноу | 26 вересня 2011   | 1,16                      |

### Сезон 2 (2012)
| №  | #  | Назва                                                  | Режисер           | Сценарист                            | Перший ефір у США | Глядачі США (у мільйонах) |
| -- | -- | ------------------------------------------------------ | ----------------- | ------------------------------------ | ----------------- | ------------------------- |
| 12 | 1  | «Wake Up Call» «Пробудження»                           | Мет Гастінгс      | Роберт Г'юітт Вольф                  | 23 липня 2012     | 1,75                      |
| 13 | 2  | «The Quick and the Dead» «Швидкий і мертвий»           | Майкл Нанкін      | Майкл Карноу                         | 30 липня 2012     | 1,35                      |
| 14 | 3  | «Alpha Dogs» «Альфа-доги»                              | Нік Копус         | Ерик Тачмен                          | 6 серпня 2012     | 1,38                      |
| 15 | 4  | «When Push Comes to Shove» «Коли немає іншого виходу»  | Омар Медга        | Адам Леві                            | 13 серпня 2012    | 1,29                      |
| 16 | 5  | «Gaslight» «Омана»                                     | Леслі Лібман      | Террі Г'юджис Бартон та Рон Мілбауер | 20 серпня 2012    | 1,38                      |
| 17 | 6  | «Alphaville» «Альфавіль»                               | Нік Копус         | Майкл Чамой                          | 27 серпня 2012    | 1,73                      |
| 18 | 7  | «Gods and Monsters» «Боги та Чудовиська»               | Мейрзі Алмас      | Кіра Снайдер                         | 10 сентября 2012  | 1,32                      |
| 19 | 8  | «Falling» «Падіння»                                    | Нік Копус         | Ніна Фіорі та Джон Гіррера           | 17 вересня 2012   | 1,31                      |
| 20 | 9  | «The Devil Will Drag You Under» «Диявол тебе погубить» | Метт Гастінгс     | Роберт Г'юітт Вольф                  | 24 вересня 2012   | 1,23                      |
| 21 | 10 | «Life After Death» «Життя після смерті»                | Джей Міллер Тобін | Ерік Тачмен                          | 1 жовтня 2012     | 1,07                      |
| 22 | 11 | «If Memory Serves» «Якщо пам'ять не зраджує»           | Аллан Крокер      | Террі Г'юджис Бартон та Рон Мілбауер | 8 жовтня 2012     | 1,12                      |
| 23 | 12 | «Need to Know» «Треба знати»                           | Нік Копус         | Майкл Карноу та Адам Леві            | 15 жовтня 2012    | 1,16                      |
| 24 | 13 | «God’s Eye» «Боже око»                                 | Метт Гастінгс     | Брюс Міллер                          | 22 жовтня 2012    | 1,17                      |